# Bass Pro Shops Night Race
Bass Pro Shops Night Race  är ett stockcarlopp ingående i Nascar Cup Series som körs över 500 varv (266.5 miles 428.890 km) på den 0.533 långa ovalbanan Bristol Motor Speedway i Bristol i Tennessee i USA. Loppet har körts årligen sedan 1961 och är ett av två lopp under säsongen som körs i Bristol, det andra är Food City 500.

## Tidigare namn
- Volunteer 500 (1961–1975, 1978–1979)
- Volunteer 400 (1976–1977)
- Busch Volunteer 500 (1980)
- Busch 500 (1981–1990)
- Bud 500 (1991–1993)
- Goody's 500 (1994–1995)
- Goody's Headache Powder 500 (1996–1999)
- goracing.com 500 (2000)
- Sharpie 500 (2001–2009)
- Irwin Tools Night Race (2010–2015)
- Bass Pro Shops NRA Night Race (2016-2022)

## Vinnare genom tiderna
| Säsong | Datum          | Nr | Förare                              | Team                        | Konstruktör | Distans | Distans           | Tid     | Snitthastighet (mph) |
| Säsong | Datum          | Nr | Förare                              | Team                        | Konstruktör | Varv    | Miles (km)        | Tid     | Snitthastighet (mph) |
| ------ | -------------- | -- | ----------------------------------- | --------------------------- | ----------- | ------- | ----------------- | ------- | -------------------- |
| 1961   | 30 juli        | 46 | Jack Smitha Johnny Allena           | Jack Smith                  | Pontiac     | 500     | 250 (402,336)     | 3:39.23 | 68,373               |
| 1962   | 29 april       | 72 | Bobby Johns                         | Shorty Johns                | Pontiac     | 500     | 250 (402,336)     | 3:24.22 | 73,397               |
| 1963   | 28 juli        | 28 | Fred Lorenzenb Ned Jarrettb         | Holman-Moody                | Ford        | 500     | 250 (402,336)     | 3:20.25 | 74,844               |
| 1964   | 26 juli        | 28 | Fred Lorenzen                       | Holman-Moody                | Ford        | 500     | 250 (402,336)     | 3:12.12 | 78,044               |
| 1965   | 25 juli        | 11 | Ned Jarrett                         | Bondy Long                  | Ford        | 500     | 250 (402,336)     | 4:02.37 | 61,826               |
| 1966   | 24 juli        | 99 | Paul Goldsmith                      | Ray Nichels                 | Plymouth    | 500     | 250 (402,336)     | 3:12.24 | 77,963               |
| 1967   | 23 juli        | 43 | Richard Petty                       | Petty Enterprises           | Plymouth    | 500     | 250 (402,336)     | 3:10.35 | 78,705               |
| 1968   | 21 juli        | 17 | David Pearson                       | Holman-Moody                | Ford        | 500     | 250 (402,336)     | 3:16.34 | 76,31                |
| 1969   | 20 juli        | 17 | David Pearson                       | Holman-Moody                | Ford        | 500     | 266,5 (428,89)    | 3:08.07 | 79,737               |
| 1970   | 19 juli        | 22 | Bobby Allison                       | Bobby Allison               | Dodge       | 500     | 266,5 (428,89)    | 3:08.23 | 84,88                |
| 1971   | 11 juli        | 3  | Charlie Glotzbachc Raymond Hasslerc | Richard Howard              | Chevrolet   | 500     | 266,5 (428,89)    | 2:38.12 | 101,074              |
| 1972   | 9 juli         | 12 | Bobby Allison                       | Richard Howard              | Chevrolet   | 500     | 266,5 (428,89)    | 2:30.28 | 92,735               |
| 1973   | juli 8         | 72 | Benny Parsons                       | L, G, DeWitt                | Chevrolet   | 500     | 266,5 (428,89)    | 2:53.04 | 91,342               |
| 1974   | 14 juli        | 11 | Cale Yarborough                     | Junior Johnson & Associates | Chevrolet   | 500     | 266,5 (428,89)    | 3:31.59 | 75,43                |
| 1975   | 2 november     | 43 | Richard Petty                       | Petty Enterprises           | Dodge       | 500     | 266,5 (428,89)    | 2:44.49 | 97,016               |
| 1976   | 29 augusti     | 11 | Cale Yarborough                     | Junior Johnson & Associates | Chevrolet   | 400     | 213,2 (343,112)   | 2:08.59 | 99,175               |
| 1977   | 28 augusti     | 11 | Cale Yarborough                     | Junior Johnson & Associates | Chevrolet   | 400     | 213,2 (343,112)   | 2:40.27 | 79,726               |
| 1978   | 26 augusti     | 11 | Cale Yarborough                     | Junior Johnson & Associates | Oldsmobile  | 500     | 266,5 (428,89)    | 3:25.00 | 88,628               |
| 1979   | 25 augusti     | 88 | Darrell Waltrip                     | DiGard Motorsports          | Chevrolet   | 500     | 266,5 (428,89)    | 2:54.46 | 91,493               |
| 1980   | 23 augusti     | 11 | Cale Yarborough                     | Junior Johnson & Associates | Chevrolet   | 500     | 266,5 (428,89)    | 3:03.51 | 86,973               |
| 1981   | 22 augusti     | 11 | Darrell Waltrip                     | Junior Johnson & Associates | Buick       | 500     | 266,5 (428,89)    | 3:08.44 | 84,723               |
| 1982   | 28 augusti     | 11 | Darrell Waltrip                     | Junior Johnson & Associates | Buick       | 500     | 266,5 (428,89)    | 2:49.32 | 94,318               |
| 1983   | 27 augusti     | 11 | Darrell Waltrip                     | Junior Johnson & Associates | Buick       | 418d    | 222,794 (358,552) | 2:29.50 | 89,43                |
| 1984   | 25 augusti     | 44 | Terry Labonte                       | Hagan Racing                | Chevrolet   | 500     | 266,5 (428,89)    | 3:07.19 | 85,365               |
| 1985   | 24 augusti     | 3  | Dale Earnhardt                      | Richard Childress Racing    | Chevrolet   | 500     | 266,5 (428,89)    | 3:27.44 | 81,388               |
| 1986   | 23 augusti     | 11 | Darrell Waltrip                     | Junior Johnson & Associates | Chevrolet   | 500     | 266,5 (428,89)    | 3:03.55 | 86,934               |
| 1987   | 22 augusti     | 3  | Dale Earnhardt                      | Richard Childress Racing    | Chevrolet   | 500     | 266,5 (428,89)    | 2:56.56 | 90,373               |
| 1988   | 27 augusti     | 3  | Dale Earnhardt                      | Richard Childress Racing    | Chevrolet   | 500     | 266,5 (428,89)    | 3:22.59 | 78,775               |
| 1989   | 26 augusti     | 17 | Darrell Waltrip                     | Hendrick Motorsports        | Chevrolet   | 500     | 266,5 (428,89)    | 3:04.14 | 85,554               |
| 1990   | 25 augusti     | 4  | Ernie Irvan                         | Morgan-McClure Motorsports  | Chevrolet   | 500     | 266,5 (428,89)    | 2:54.13 | 91,782               |
| 1991   | 24 augusti     | 7  | Alan Kulwicki                       | AK Racing                   | Ford        | 500     | 266,5 (428,89)    | 3:14.56 | 82,028               |
| 1992   | 29 augusti     | 17 | Darrell Waltrip                     | DarWal, Inc.                | Chevrolet   | 500     | 266,5 (428,89)    | 2:55.20 | 91,198               |
| 1993   | 28 augusti     | 6  | Mark Martin                         | Roush Racing                | Ford        | 500     | 266,5 (428,89)    | 3:01.21 | 88,172               |
| 1994   | 27 augusti     | 2  | Rusty Wallace                       | Penske Racing               | Ford        | 500     | 266,5 (428,89)    | 2:55.01 | 91,363               |
| 1995   | 26 augusti     | 5  | Terry Labonte                       | Hendrick Motorsports        | Chevrolet   | 500     | 266,5 (428,89)    | 3:15.03 | 81,979               |
| 1996   | 24 augusti     | 2  | Rusty Wallace                       | Penske Racing               | Ford        | 500     | 266,5 (428,89)    | 2:55.12 | 91,267               |
| 1997   | 23 augusti     | 88 | Dale Jarrett                        | Robert Yates Racing         | Ford        | 500     | 266,5 (428,89)    | 3:19.51 | 80,013               |
| 1998   | 22 augusti     | 6  | Mark Martin                         | Roush Racing                | Ford        | 500     | 266,5 (428,89)    | 3:03.54 | 86,949               |
| 1999   | 28 augusti     | 3  | Dale Earnhardt                      | Richard Childress Racing    | Chevrolet   | 500     | 266,5 (428,89)    | 2:55.11 | 91,276               |
| 2000   | 26 augusti     | 2  | Rusty Wallace                       | Penske Racing               | Ford        | 500     | 266,5 (428,89)    | 3:07.15 | 85,394               |
| 2001   | 25 augusti     | 20 | Tony Stewart                        | Joe Gibbs Racing            | Pontiac     | 500     | 266,5 (428,89)    | 3:07.53 | 85,106               |
| 2002   | 24 augusti     | 24 | Jeff Gordon                         | Hendrick Motorsports        | Chevrolet   | 500     | 266,5 (428,89)    | 3:27.24 | 77,097               |
| 2003   | 23 augusti     | 97 | Kurt Busch                          | Roush Racing                | Ford        | 500     | 266,5 (428,89)    | 3:26.32 | 77,421               |
| 2004   | 28 augusti     | 8  | Dale Earnhardt Jr.                  | Dale Earnhardt, Inc.        | Chevrolet   | 500     | 266,5 (428,89)    | 3:00.36 | 88,538               |
| 2005   | 27 augusti     | 17 | Matt Kenseth                        | Roush Racing                | Ford        | 500     | 266,5 (428,89)    | 3:08.50 | 84,678               |
| 2006   | 26 augusti     | 17 | Matt Kenseth                        | Roush Racing                | Ford        | 500     | 266,5 (428,89)    | 2:57.37 | 90,025               |
| 2007   | 25 augusti     | 99 | Carl Edwards                        | Roush Fenway Racing         | Ford        | 500     | 266,5 (428,89)    | 2:59.39 | 89,006               |
| 2008   | 23 augusti     | 99 | Carl Edwards                        | Roush Fenway Racing         | Ford        | 500     | 266,5 (428,89)    | 2:54.36 | 91,581               |
| 2009   | 22 augusti     | 18 | Kyle Busch                          | Joe Gibbs Racing            | Toyota      | 500     | 266,5 (428,89)    | 3:08.31 | 80,24                |
| 2010   | 21 augusti     | 18 | Kyle Busch                          | Joe Gibbs Racing            | Toyota      | 500     | 266,5 (428,89)    | 2:41.24 | 99,071               |
| 2011   | 27 augusti     | 2  | Brad Keselowski                     | Penske Racing               | Dodge       | 500     | 266,5 (428,89)    | 2:45.16 | 96,753               |
| 2012   | 25 augusti     | 11 | Denny Hamlin                        | Joe Gibbs Racing            | Toyota      | 500     | 266,5 (428,89)    | 3:09.27 | 84,402               |
| 2013   | 24 augusti     | 20 | Matt Kenseth                        | Joe Gibbs Racing            | Toyota      | 500     | 266,5 (428,89)    | 2:57.07 | 90,279               |
| 2014   | 23 augusti     | 22 | Joey Logano                         | Team Penske                 | Ford        | 500     | 266,5 (428,89)    | 2:52.00 | 92,965               |
| 2015   | 22 augusti     | 22 | Joey Logano                         | Team Penske                 | Ford        | 500     | 266,5 (428,89)    | 2:45.05 | 96,891               |
| 2016   | 20-21 augustie | 4  | Kevin Harvick                       | Stewart-Haas Racing         | Chevrolet   | 500     | 266,5 (428,89)    | 3:25.05 | 77,968               |
| 2017   | 19 augusti     | 18 | Kyle Busch                          | Joe Gibbs Racing            | Toyota      | 500     | 266,5 (428,89)    | 2:46.37 | 95,969               |
| 2018   | 18 augusti     | 41 | Kurt Busch                          | Stewart-Haas Racing         | Chevrolet   | 500     | 266,5 (428,89)    | 2:58.35 | 89,538               |
| 2019   | 17 augusti     | 11 | Denny Hamlin                        | Joe Gibbs Racing            | Toyota      | 500     | 266,5 (428,89)    | 2:49.09 | 94,531               |
| 2020   | 19 september   | 4  | Kevin Harvick                       | Stewart-Haas Racing         | Ford        | 500     | 266,5 (428,89)    | 2:46.43 | 95,911               |
| 2021   | 18 september   | 5  | Kyle Larson                         | Hendrick Motorsports        | Chevrolet   | 500     | 266,5 (428,89)    | 3:02.56 | 87,409               |
| 2022   | 17 september   | 17 | Chris Buescher                      | RFK Racing                  | Ford        | 500     | 266,5 (428,89)    | 3:01.07 | 88,286               |
| 2023   | 16 september   | 11 | Denny Hamlin                        | Joe Gibbs Racing            | Toyota      | 500     | 266,5 (428,89)    | 2:48.20 | 94,99                |
| 2024   | 21 september   | 5  | Kyle Larson                         | Hendrick Motorsports        | Chevrolet   | 500     | 266,5 (428,89)    | 2:37.53 | 101,277              |

- ^a  – Johnny Allen tog över Jack Smiths bil efter att hans egen fattat eld vid ett depåstopp och Smith drabbats av värmeslag. Det är dock endast Smith som officiellt räknas som segrare enligt Nascars reglemente.
- ^b  – Fred Lorenzen startade och avslutade loppet med avlöstes under loppet av Ned Jarrett.  Det är dock endast Lorenzen som officiellt räknas som segrare enligt Nascars reglemente.
- ^c  – Charlie Glotzbach startade och avslutade loppet med avlöstes under loppet av Raymond "Friday" Hassler. Det är dock endast Glotzbach som officiellt räknas som segrare enligt Nascars reglemente.
- ^d  – Loppet kortat på grund av regn.
- ^e  – Loppet startade på lördag och avslutades på söndag på grund av flera regnavbrott.

### Förare med flera segrar
| Antal segrar | Förare          | År                                       |
| ------------ | --------------- | ---------------------------------------- |
| 7            | Darrell Waltrip | 1979, 1981, 1982, 1983, 1986, 1989, 1992 |
| 5            | Cale Yarborough | 1974, 1976, 1977, 1978, 1980             |
| 4            | Dale Earnhardt  | 1985, 1987, 1988, 1999                   |
| 3            | Rusty Wallace   | 1994, 1996, 2000                         |
| 3            | Matt Kenseth    | 2005, 2006, 2013                         |
| 3            | Kyle Busch      | 2009, 2010, 2017                         |
| 3            | Denny Hamlin    | 2012, 2019, 2023                         |
| 2            | Fred Lorenzen   | 1963, 1964                               |
| 2            | David Pearson   | 1968, 1969                               |
| 2            | Bobby Allison   | 1970, 1972                               |
| 2            | Richard Petty   | 1967, 1975                               |
| 2            | Terry Labonte   | 1984, 1995                               |
| 2            | Mark Martin     | 1993, 1998                               |
| 2            | Carl Edwards    | 2007, 2008                               |
| 2            | Joey Logano     | 2014, 2015                               |
| 2            | Kurt Busch      | 2003, 2018                               |
| 2            | Kevin Harvick   | 2016, 2020                               |
| 2            | Kyle Larson     | 2021, 2024                               |

### Team med flera segrar
| Vinster | Team                        | År                                                   |
| ------- | --------------------------- | ---------------------------------------------------- |
| 9       | Junior Johnson & Associates | 1974, 1976, 1977, 1978, 1980, 1981, 1982, 1983, 1986 |
| 7       | Joe Gibbs Racing            | 2001, 2009, 2010, 2012, 2013, 2017, 2019, 2023       |
| 7       | Roush Fenway Racing         | 1993, 1998, 2003, 2005, 2006, 2007, 2008             |
| 6       | Team Penske                 | 1994, 1996, 2000, 2011, 2014, 2015                   |
| 5       | Hendrick Motorsports        | 1989, 1995, 2002, 2021, 2024                         |
| 4       | Holman-Moody                | 1963, 1964, 1968, 1969                               |
| 4       | Richard Childress Racing    | 1985, 1987, 1988, 1999                               |
| 3       | Stewart-Haas Racing         | 2016, 2018, 2020                                     |
| 2       | Petty Enterprises           | 1967, 1975                                           |
| 2       | Richard Howard              | 1971, 1972                                           |

### Konstruktörer efter antal segrar
| Antal segrar | Konstruktör | År |
| ------------ | ----------- | --- |
| 23           | Chevrolet   | 1971, 1972, 1973, 1974, 1976, 1977, 1979, 1980, 1984, 1985, 1986, 1987, 1988, 1989, 1990, 1992, 1995, 1999, 2002, 2004, 2016, 2021, 2024 |
| 21           | Ford        | 1963, 1964, 1965, 1968, 1969, 1991, 1993, 1994, 1996, 1997, 1998, 2000, 2003, 2005, 2006, 2007, 2008, 2014, 2015, 2018, 2020, 2022       |
| 7            | Toyota      | 2009, 2010, 2012, 2013, 2017, 2019, 2023                                                                                                 |
| 3            | Buick       | 1981, 1982, 1983 |
| 3            | Pontiac     | 1961, 1962, 2001 |
| 3            | Dodge       | 1970, 1975, 2011 |
| 1            | Oldsmobile  | 1978 |